# Evozierte Sprachdiagnose grammatischer Fähigkeiten
Der ESGRAF-Test ist ein spezieller Sprachleistungstest, der grammatische Störungen bei Kindern und Jugendlichen untersucht und daraus Therapie- und Lernziele ableitet. ESGRAF steht für Evozierte Sprachdiagnose grammatischer Fähigkeiten. Der Test wurde von Hans-Joachim Motsch, einem Professor für Sprachbehindertenpädagogik, der zurzeit an der Universität Köln und der Düsseldorfer Akademie – Schule für Logopädie forscht und lehrt, entwickelt.

## ESGRAF
Die erste Version des Tests erschien 1999. Als Zielgruppe wurden „vier bis zehnjährige Kinder mit Spracherwerbsstörungen, die erkennbare Auffälligkeiten beim Erwerb des grammatischen Systems ihrer Bezugssprache zeigten“ in den Blick genommen. Der Test untersuchte anhand fünf spielerischer Sprachanregungen das Sprachverhalten des Kindes und sollte per Videokamera aufgezeichnet und später ausgewertet werden. Diagnostisch wurden die Grammatikfelder Syntax (Relativsatz, Indirekter Fragesatz und Temporalsatz), Subjektiv-Verb-Inversion und Subjekt-Verb-Kongruenz untersucht. Fakultativ konnten außerdem noch die komplexe Syntax (Konditionalsatz), das Futur I sowie der Konjunktiv untersucht werden.
Im Lauf der Zeit wurde der Test weiter verfeinert und um drei Ergänzungstests erweitert, die auch die Sekundarstufe mit einbezogen.

## ESGRAF-R
2008 wurde der Test neu aufgelegt. Der überarbeitete Test war nun modularisiert und gliederte sich in fünf Basismodule, die um bis zu zehn Ergänzungsmodule erweitert werden konnten. Wie der ESGRAF legte auch der überarbeitete Test Wert auf eine spielerische Erhebungssituation. Insgesamt werden 120–140 Items anhand eines Zirkuszeltes abgefragt. Auch dieser Test soll anhand einer Videoaufnahme ausgewertet werden. Die Zielgruppe wurde auf vier bis 16-Jährige ausgedehnt. Die Zeitdauer des Tests selbst beträgt 25 Minuten, die Auswertungszeit soll etwa 35 Minuten betragen.

### Aufbau des Tests
| Modul                | Regel/Fähigkeit                                                        |
| -------------------- | ---------------------------------------------------------------------- |
| Basismodul 1         | Subjekt-Verb-Kontrollregel und Verbzweitstellungsregel                 |
| Erweiterungsmodul 1b | Verbzweitstellungsregel (Objekttopikalisierung)                        |
| Erweiterungsmodul 1c | Verbzweitstellungsregel (Temporaladverb)                               |
| Erweiterungsmodul 1d | Verbzweitstellungsregel (Temporaladverb und Verbalphrase mit Partizip) |
| Basismodul 2         | Verbendstellung im Nebensatz                                           |
| Erweiterungsmodul 2b | Verbendstellung im Nebensatz                                           |
| Erweiterungsmodul 2c | Verbendstellung im Nebensatz                                           |
| Erweiterungsmodul 2d | Verbendstellung im Nebensatz (Einsatz von Schriftsprache)              |
| Basismodul 3         | Kasusregel (Dativ in Nominalphrasen)                                   |
| Erweiterungsmodul 3b | Kasusregel (Akkusativ in Nominalphrasen)                               |
| Erweiterungsmodul 3c | Kasusregel (Akkusativ in Präpositionalphrasen)                         |
| Erweiterungsmodul 3d | Kasusregel (Dativ in Präpositionalfragen)                              |
| Erweiterungsmodul 3e | Kasusregel (Akkusativ und Dativ in Nominalphrasen)                     |
| Modul 4              | Genussicherheit                                                        |
| Modul 5              | Pluralmarkierung                                                       |

## ESGRAF 4-8
2016 hat Prof. Motsch den ESGRAF-R  zum "ESGRAF 4-8" weiterentwickelt. Der Test ist nunmehr standardisiert und normiert. Des ESGRAF-R wurde um den Subtest 6 erweitert, der im Schulalter (ab 7;0) die Überprüfung formal komplexerer und kognitiv anspruchsvollerer Strukturen (5 Passivsätze, 8 Items zur Genitivkontrolle) erlaubt.
Der Grammatiktest muss nicht mit allen Subtests durchgeführt werden. Jeder Subtest ist normiert und innerhalb der Subtests 1, 4 und 6 gibt es getrennte Normen.

## Rezeption
Der ESGRAF und der ESGRAF-R sind Standardtests in der Sprachbehindertenpädagogik und der Sprachheilpädagogik. Motsch selbst bezeichnete den Test in Manfred Grohnfeldts Standardwerk Lehrbuch der Sprachheilpädagogik und Logopädie. Band 3: Diagnostik, Prävention und Evaluation als einen der ersten, der die „Zufälligkeit freier Spontansprachprobe“ überwunden habe.